# Benzoato de propila
Benzoato de propila é um composto orgânico químico usado como aditivo em alimentos. Este composto pertence à função orgânica éster.

## usos
Benzoato de propila  tem um odor agradável, e um gosto doce de frutas ou nozes e, portanto, é usado como um flavorizante sintético. Também possui propriedades microbicidas, sendo usado como conservante em cosméticos. Ocorre naturalmente em algumas espécies de cereja, na haste de pés de cravos e também na manteiga.

## Síntese
Benzoato de propila pode ser sintetizado pela reação de esterificação entre ácido benzoico e propanol.

## Referencias
1. ↑  Michael e Irene Ash (2004). Handbook of Preservatives. [S.l.]: Synapse Information Resources. 508 páginas. ISBN 1890595667
2. ↑  George A. Burdock (1997). Encyclopedia of Food and Color Additives. [S.l.]: CRC Press. 2340 páginas. ISBN 9780849394164